# United Television Ghana
United Television Ghana Limited (UTV Ghana) là một kênh truyền hình riêng tư, miễn phí phát sóng ở Ghana được thành lập vào năm 2013 bởi The Despite Group of Companies, đứng đầu là ông Osei Kwame Despite. UTV Ghana phát sóng và sản xuất nhiều chương trình truyền hình, gồm các bản tin thời sự, phim truyền hình, những telenovela thành công, phim và các hoạt động giải trí khác.

## Giải thưởng
- Health Advocate–Media Institution, được trao giải thưởng People's Choice Practitioners Honors năm 2017 bởi Media Men Ghana[cần dẫn nguồn]
- Giải thưởng Nhân vật Phát thanh và Truyền hình của năm 2019–2020.[1]

## Các chương trình
- The Real News
- Adehye Nsroma